# Marian Świątkowski
Marian Świątkowski (ur. 14 sierpnia 1913 w Grudziądzu, zm. 11 kwietnia 2006) – polski działacz społeczny, wieloletni pracownik Grudziądzkich Zakładów Przemysłu Gumowego „Stomil” i dyrygent zakładowej orkiestry dętej, weteran II wojny światowej.

## Życiorys
Od 1933, po ukończeniu publicznej zawodowej szkoły dokształcającej, pracował jako tapicer. Był w tym czasie także członkiem orkiestry dętej, działającej przy Stowarzyszeniu Młoldzieży Polskiej w Grudziądzu. Walczył w kampanii wrześniowej, był internowany na Węgrzech; potem walczył we Francji i pod dowództwem brytyjskim. Po powrocie do Polski (1947) pracował w hurtowni tekstyliów, grał też ponownie w orkiestrze. Od 1954 był związany zawodowo z Grudziądzkimi Zakładami Przemysłu Gumowego „Stomil”, w których w 1968 przejął kierowanie zakładową orkiestrą dętą. Z zespołem koncertował na uroczystościach zakładowych i miejskich, zdobywając  wyróżnienia na konkursach i festiwalach. Nie zaprzestał dyrygowania orkiestrą po przejściu na emeryturę (1978); zespół w 1990 został formalnie rozwiązany, ale muzycy koncertowali razem jeszcze do 2000.
Świątkowski został odznaczony m.in. Krzyżem Kawalerskim Orderu Odrodzenia Polski. W 1988 jego nazwisko wpisano do Księgi Honorowej Ludzi Zasłużonych dla Miasta Grudziądza. Zmarł 11 kwietnia 2006, pochowany został na cmentarzu parafialnym w Grudziądzu (ulica Cmentarna).